# Henri Shée
Pour les articles homonymes, voir Shee.
 (novembre 2023).
Si vous disposez d'ouvrages ou d'articles de référence ou si vous connaissez des sites web de qualité traitant du thème abordé ici, merci de compléter l'article en donnant les références utiles à sa vérifiabilité et en les liant à la section « Notes et références ».
Henri Shée de Lignières (né à Landrecies le 25 janvier 1739, comte depuis 1810, mort à Paris le 3 mars 1820) est un homme politique français sous la Révolution, le premier Empire et la Restauration.

## Biographie
Il naît le 25 janvier 1739 à Landrecies dans une noble famille irlandaise. Son père était William O'Shee, capitaine de la cavalerie (1707-1789 ). Il entre très jeune dans l'infanterie des armées du roi.
Puis, à l'époque de la Révolution, il passe dans la cavalerie. Il fait comme officier d'état-major la campagne du Nord. Colonel en 1791, il demande sa mise à la retraite pour raison de santé et vit alors fort retiré jusqu'à l'époque du Directoire.
En 21 mars 1797, Hoche le nomme président de la commission intermédiaire pour les pays conquis entre Rhin et Meuse établie à Bonn. Cette commission était désorganisée déjà en décembre 1797.  En 22 décembre 1799, il remplace Lakanal comme commissaire général du gouvernement dans les départements de la rive gauche du Rhin.
Après le coup d'État du 18 brumaire, Clarke, son neveu, obtient pour lui un siège au conseil d'État, et un poste de préfet, d'abord du Mont-Tonnerre (1801), puis du Bas-Rhin du 26 septembre 1802 (4 vendémiaire an XI) au 12 février 1810. Il se trouve à Strasbourg lors de l'enlèvement du duc d'Enghien. Commandeur de la Légion d'honneur en 1805, il est fait membre du Sénat conservateur le 5 février 1810. Il est créé comte de l'Empire le 14 avril 1810.
Shée se montre partisan fanatique de Napoléon Ier, et ne prend part aux discussions au Sénat conservateur que pour y défendre les idées qu'il sait agréable à l'Empereur. 
Il adhère néanmoins à l'acte de déchéance de Napoléon, et est nommé Pair de France le 4 juin 1814 lors de la constitution de la Chambre des pairs. Il ne prend aucune part aux Cent-Jours. Il siège jusqu'à sa mort dans cette chambre haute, et y vote la mort dans le procès du maréchal Ney. 
Il meurt à Paris le 3 mars 1820.
Son fils unique ayant été tué au service de la France (1811), il obtint que son petit-fils Edmond d'Alton lui succède dans sa pairie et relève en outre son nom.

## Armoiries
| Figure | Blasonnement |
|        | Armes du comte Shée et de l'Empire Ecartelé, au 1, tranché-denché d'azur et d'or à deux fers de lance de l'un en l'autre; au 2, de gueules à trois épées superposées et posées en fasce d'argent, montées d'or, celle supérieure et celle inférieure contournées; au 3, de sable à trois fers de lance les pointes basses d'argent; au 4, de gueules à deux épées en sautoir d'argent, montées d'or, les pointes basses et sur lesquelles broche une épée haute en pal de même; au franc-quartier brochant des comtes-sénateurs. |
|        | Armes de comte-pair héréditaire Tranché-dentelé d'azur sur or, à deux fleurs-de-lis de l'un à l'autre. |

## Sources
- « Henri Shée », dans Adolphe Robert et Gaston Cougny, Dictionnaire des parlementaires français, Edgar Bourloton, 1889-1891 [détail de l’édition]